# Академия изящных искусств (Флоренция)
Академия изящных искусств во Флоренции (итал. L'Accademia di belle arti di Firenze) — общественная академия изобразительного искусства, расположенная во Флоренции, столице Тосканы, в центре города, в здании бывшего Приюта Св. Матфея (Ospedale di San Matteo) на Пьяцца Сан-Марко. Включает собственно Академию и художественный музей: Галерею Академии, расположенную на Виа Рикасоли (Via Ricasoli).

## История
«Академия рисунка» (Accademia delle arti del disegno) была основана в 1561 году при поддержке великого герцога Тосканы Козимо I тремя известными художниками-маньеристами: Джорджо Вазари, Аньоло Бронзино и Бартоломео Амманати. Это была первая художественная академия Нового Времени в Европе.
13 января 1563 года герцог Козимо I Медичи реорганизовал академию, которая стала называться по терминологии Вазари: «Академия и Общество (Компания) искусств, основанных на рисунке» (Accademia e Compagnia delle Arti del Disegno). Она состояла из двух частей: «Компания» была своего рода гильдией для всех работающих в Тоскане художников, а Академия представляла собой более узкую, избранную группу мастеров, ответственных за надзор за художественным производством в государстве Медичи. Первоначально Академия располагалась в помещениях монастыря при церкви Сантиссима-Аннунциата, затем переехала в специальное здание, построенное по проекту Джорджо Вазари.
Членами Академии в разные годы были Джорджо Вазари, Микеланджело Буонарроти, Бартоломео Амманати, Джамболонья, Лаццаро Донати, Франческо да Сангалло, Аньоло Бронзино, Бенвенуто Челлини, Джованни-Анджело Монторсоли. Первой женщиной, допущенной в Академию рисунка, была Артемизия Джентилески. В 1762 году членом Академии стала Анжелика Кауфман.
В 1784 году Пьетро Леопольдо, великий герцог Тосканы, объединил все школы рисования во Флоренции в одно учреждение, новую «Академию изящных искусств» (Accademia di Belle Arti) с тем, чтобы новая школа могла удовлетворить «профессиональный заказ» на многие потребности современного искусства, включая декоративное искусства и художественные ремёсла. В 1873 году Академия была разделена на два отдельных органа: учебное заведение и Академию изящных искусств с «Коллегией Мастеров» (Collegio dei Professori), за которой были признаны полномочия и функции по надзору, учреждению советов, конкурсов и экспертиз.
Помимо живописи, скульптуры и архитектуры в Академии преподавали «гротеск» (вскоре изменённый на «украшение») и «медную глубокую печать» (офорт), а также создание коллекции древних и современных инструментов и наглядных произведений искусства (modello) для изучения и копирования, которые сегодня являются частью Музея Академии. Скульптор Антонио Канова, которого вызвали в Лондон для экспертизы «мраморов Парфенона», отправил в Академию слепки для использования в учебных целях. В Академии была собрана богатая библиотека. К изящным искусствам помимо рисунка, живописи и скульптуры были отнесены также музыка и реставрация античных статуй. В 1849 году из состава Академии была выделена Флорентийская консерватория.
В 1872 году в Академии поместили статую «Давида» Микеланджело Буонарроти, и академики позаботилась о том, чтобы сделать копию для установки на площади Синьории.
В ходе реорганизации, последовавшей за объединением Италии в 1873 году, «Коллегия Мастеров» (Collegio dei Professori dell’Accademia delle Arti del Disegno) снова была отделена от «Королевской Академии изящных искусств» (Regia Accademia di Belle Arti di Firenze). В 1937 году учебное заведение было разделено на три школы или класса: архитектуры, живописи и скульптуры и гравюры. Скульптура и живопись стали отдельными классами в соответствии с новым статутом 1953 года. С 1971 года Академия занимает Палаццо дель Арте деи Беккаи на улице Орсанмикеле. Текущий устав организации был утверждён указом президента Итальянской Республики от 17 мая 1978 года. Согласно этому уставу, Академия разделена на пять классов: живопись, скульптура, архитектура, история искусства и гуманитарные науки. Существует три класса членства: обычное, корреспондентское и почётное.

## Почётное членство
Академия присуждает звание почётного академика (Accademico d’Onore) тем, кого она считает выдающимися в области культуры и искусства. Академия насчитывает 138 таких почётных членов. Среди них: Андреа Бранци, Фернандо Каранчо, Андреа Клаудио Галлуццо, Херман Херцбергер, Божидар Якац, Майкл Хёрст, Джаспер Джонс, Джина Лоллобриджида, Пьер Розенберг, Эдоардо Везентини, лауреаты престижной архитектурной Притцкеровской премии: Роберт Вентури и Ренцо Пиано.

## Галерея Академии

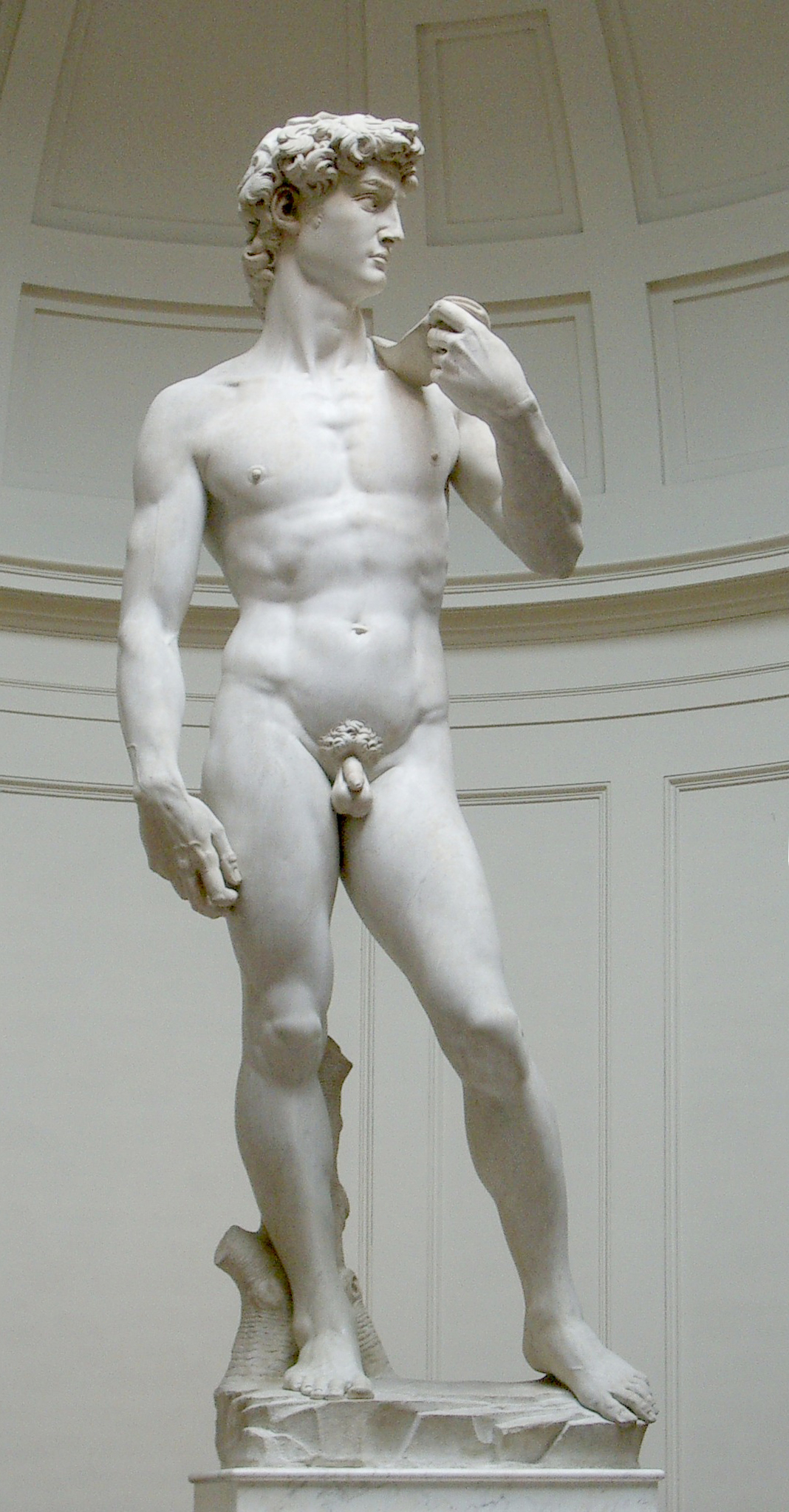
Оригинал знаменитого «Давида» Микеланджело в галерее Академии изящных искусств во Флоренции

Галерея Академии была основана в 1784 году для того, чтобы студенты могли знакомиться с творческим наследием старых мастеров; она примыкает к «Академии изящных искусств» на виа Рикасоли.
С 1798 по 1815 год в период французской оккупации Великого герцогства Тосканского собрания галереи подверглись разграблениям. В настоящее время музей составляют «Галерея Микеланджело», в которой экспонируются шедевры великого скульптора: «Святой Матфей», «Рабы Микеланджело», Пьета Палестрина, и так называемая «Трибуна» — отдельная экседра со статуей «Давида». В «Салоне Колосса» находится модель скульптурной группы «Похищение сабинянок» Джамболоньи, установленной в Лоджии деи Ланци на Площади Синьории.
В Пинакотеке экспонируются произведения живописи тосканской школы XIII—XIX веков.